# Simone Schaller
Simone E. Schaller, gift Kirin, född 22 augusti 1912 i Manchester, Connecticut, död 20 oktober 2016 i Arcadia, Kalifornien, var en amerikansk häcklöpare som deltog i Olympiska sommarspelen 1932 och 1936. Hon var fram till sin död världens äldsta levande olympiska deltagare sedan Ingeborg Sjöqvist avled 22 november 2015.
Schaller blev nummer fyra vid OS 1932 och blev utslagen i semifinalen 1936.

## Personligt rekord
- 80 meter häck: 11,8 (1932).